# 紫錐花運動
紫錐花運動（英語：Echinacea Campaign），是中華民國前總統馬英九於民國101年（2012年）6月2日在中正紀念堂「全國反毒博覽會」上宣示推動的世界性反毒運動。該運動以「反毒總動員，由校園推向社會，由國內推向國際，全球一起來」為運動總綱；以「響應聯合國國際反毒日 ，臺灣發起紫錐花運動，邀請您共同推廣紫錐花標幟」為運動方法；並以「提升國民尊榮感，打造國家道德形象，消除人類病態文化」為運動目標，倡導全世界各國響應使用紫錐花運動標誌做為共同性反毒標誌；及設定每個月第一日為紫錐花運動傳播日，選定《明天會更好》為運動主題曲。
紫錐花運動的發動機關首長為中華民國教育部部長蔣偉寧，創始人為該部學生軍訓處處長周以順，該運動自構想至對外宣示前後歷12天，2個月後再擴大其內涵為「健康、反毒、愛人愛己」，目前已在臺灣各級校園全面熱烈推展，同時逐步向社會各層面及外交部派有駐外人員之國家宣傳提倡。

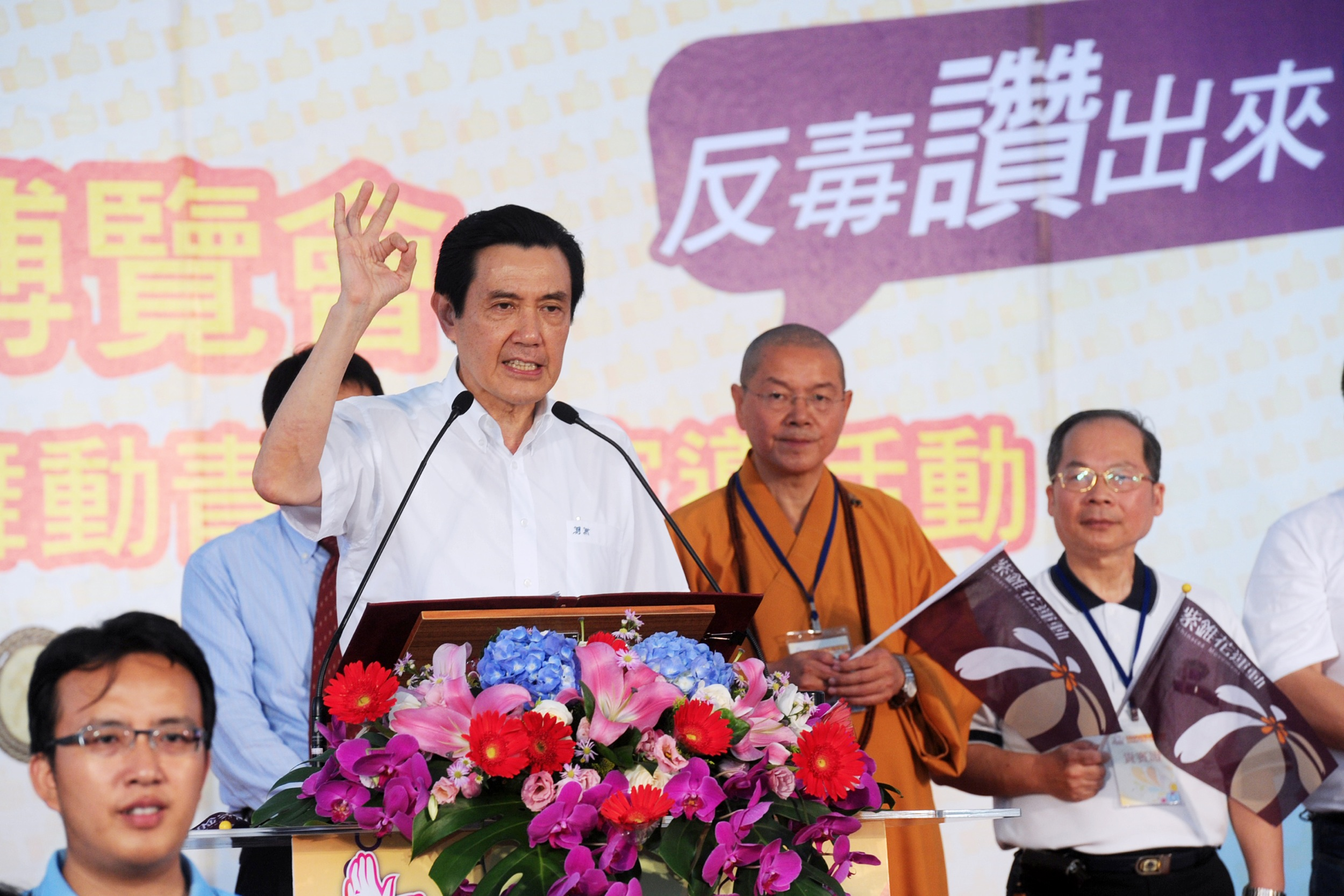
馬英九在反毒博覽會

## 歷史
2012年6月25日教育部舉行響應聯合國國際反毒日（6月26日），臺灣發起紫錐花運動記者會，並啟用 紫錐花運動官網 （页面存档备份，存于） 。
2012年9月28日教師節全國百萬學生敬師傳唱紫錐花運動主題曲《明天會更好》，總計3313所學校之百萬師生參加。
2012年10月10日中華民國國慶大典，新北市莊敬高職2500位學生表演紫錐花運動健康舞。教育部定民國101年為紫錐花運動元年，於同年10月舉辦紫錐花運動元年創意口號競賽，分大專校院組、高中職校組、國中組、國小組4組展開校園內班際及縣市內校際競賽。
2013年1月1日元旦中華民國總統府廣場升旗典禮，由教師節傳唱紫錐花運動主題曲績優學校臺北市中山女高、內湖高中及新北市復興商工學生200人於典禮上演唱 《明天會更好》。
2013年5月29日中華民國國防部響應紫錐花運動，要求中華民國國軍官兵向毒品說「不」
2013年8月9日『攜手同心 e起反毒』~2013紫錐花運動全國反毒嘉年華晚會
2013年9月17日4000位義守大學新生以中、英文宣誓紫錐花運動展開
2014年4月13日至5月25日紫錐花盃全國高中職校漆彈錦標賽歷經1個月13日賽程，分北區、中區、南區及澎湖區355支隊伍500場次的激烈競爭下，由台北市大安高工獲得冠軍、台南高工A亞軍、義峰高中季軍。
2015年2月至4月各直轄市、縣市接續舉辦104年紫錐花扎根校園反毒活動。

## 外部連結
- YouTube上的101年國慶大典之紫錐花運動健康操-舞動雙十青春臺灣
- YouTube上的101年教師節百萬師生傳唱明天會更好-紫錐花運動各校菁華版
- YouTube上的102年元旦總統府升旗典禮之紫錐花運動天籟美聲 [臺灣讚 明天會更好]
- YouTube上的102學年度紫錐花反毒創意舞蹈競賽 @ 高雄巨蛋